# 7bitz
7bitz（ナナビッツ）は、日本のポップスユニット。
2008年、元NASTY CRIMEのボーカリスト、プロデューサー吉岡和也の呼びかけでアンジェラ・アキファンを中心に結成された。奈々をボーカルとしてライブ形態によって、2人〜6人とメンバーが増減する。
ユニット名の由来は、当初参加していなかったROCOを除く5人とプロデューサーの吉岡和也、及び6人を結びつけたアンジェラ・アキの7人とボーカルの奈々、アンジェラ・アキの楽曲「孤独のカケラ」にかけて、7人の魂のカケラを意味する。後にアンジェラ・アキは別格扱いとし、ROCOを入れて7人の魂のカケラとする。
また、奈々の故郷柏崎にあるブルボンの商品、一口チョコの『bit』にも掛かっている。
2009年10月より、奈々ソロプロジェクトとして7bitz再スタート。
2010年4月itadaki ON AIR 着うたダウンロードコンテストにて全国5位入賞。
2010年5月第7回itadaki GP 着うたダウンロードコンテストにて全国2位入賞。

## メンバー
- 奈々（なな） - ボーカル
  - 1976年7月7日生まれ。新潟県柏崎市出身。血液型はA型。桑原奈々名義でダンサーやシンガーとして活躍していた。

## 旧メンバー
- 三宅慎二郎（みやけ しんじろう） - ギター／アコースティック・ギター／ウクレレ／コーラス
  - 1964年生まれ。福岡県久留米市出身。血液型はB型。愛称は「火の玉ロック」。
- なるなる - ドラムス
  - 7月12日生まれ。
- クロシロ - ベース／カホン
  - 11月22日生まれ。東京都国分寺市出身。
- 春日恵美（かすが えみ） - ピアノ
  - 1988年5月6日生まれ。東京都世田谷区出身。（長野県生まれ）
- ROCO（ろこ） - コーラス／ボーカル
  - 愛媛県西条市出身。

## 略歴
- 2008年
  - 1月19日 吉岡和也の呼びかけで奈々、三宅慎二郎、なるなる、クロシロ、春日恵美が集まって7bitzを結成。
  - 3月17日 ROCOが参加。
  - 3月23日 渋谷KABUTOにてアンジェラ・アキのコピーバンドとして初ライヴ。奈々のソロ曲も演奏。
  - 11月2日 1st.シングル「綾」リリース。
- 2009年
  - 4月25日 三宅慎二郎とROCOはソロ活動のため、脱退。
  - 10月〜 奈々ソロプロジェクトとして再スタート。

## ライヴ

### サポート・メンバー(LIVE)
- 増井潤(Key.&Cho.)(2008/10/20)
- クロブチ＃(Key.)(2009/4/25)
- 春日恵美(Key.)(2010/2/3、2011/4/24〜)
- ROCO(Cho.)(2009/06/28〜)
- 松田"poco太"智也(B.)(2009/06/28〜2010/9/20)
- 是方貴美子(Key.)(2009/10/4、2009/11/14)
- nao(Key.&Cho.)(2009/12/27〜2011/1/9)
- 松岡健(Per.)(2010/1/23〜)
- u1(マンドリン、ブズーキ、三線)(2010/3/13〜)
- サバレンジャー(Gt.、B.)(2010/3/13)
- anz(Cajon)(2010/9/18)

### サポート・メンバー(Recording)
- 春日恵美(Pf.)『綾』収録3曲、『Regalo』収録2曲
- なるなる(Ds.)『Regalo』収録『アルバム』
- クロシロ(B.)『Regalo』収録『アルバム』
- Millet Wave(Agt.&EGt.)『Regalo』収録2曲

### 作詞・作曲陣
- 奈々(作詞・作曲)
- 大迫典子(作詞)
- 増井勇人(作詞・作曲)
- 増井潤(作詞・作曲)
- 増井優(作詞)
- 金城薫(作詞)
- 佐々木宏(作曲)
- 植田直樹(作曲)
- 吉岡和也(作詞・作曲)

## ディスコグラフィー

### シングル
|      | 発売日        | タイトル | 規格 | タイアップ・その他 |
| ---- | ------------- | -------- | ---- | --- |
| 1st. | 2008年11月2日 | 綾       | CD   | 716A-0001 716 records 1. 綾 -piano version-(作詞／金城薫・大迫典子 作曲／増井勇人) 2. 願い -piano version-(作詞／奈々 作曲／佐々木宏) 3. たからもの -piano version-(作詞／奈々 作曲／佐々木宏) （新潟県中越沖地震復興祈念ソング） |

### オムニバスCD
|            | 発売日        | タイトル | 規格 | タイアップ・その他                                                                                                |
| ---------- | ------------- | -------- | ---- | --- |
| オムニバス | 2010年7月24日 | Regalo   | CD   | アルバム(作詞／大迫典子 作曲／増井潤・増井勇人) 白詰草(作詞／吉岡和也 作曲／吉岡和也・奈々) 8アーティスト16曲収録 |

## TV

### 地上波
- 2010年
  - 5月12日 テレビ西日本(TNC)『九州魂』にてライブ映像が放送される。

## ラジオ

### FM
- 2009年
  - 2月10日 柏崎コミュニティ放送FMピッカラ『モーニング・バスケット』内『Moving Town／かなめ・ハモ姐's』に奈々がゲスト出演し、7bitzのCDが放送される。

### AM
- 2008年
  - 9月1日〜7日 TBSラジオ全国31局ネット『あなたへモーニングコール』にて『願い -piano version-』が毎日放送される。
- 2011年
  - 5月21日 CRT栃木放送『東里香　感謝を込めて』 にて奈々のコメントと『たからもの -piano version-』が放送される

### INTERNET RADIO
- 2009年
  - 4月〜 しながわてれびラジオ部にて7bitz『願い -piano version-』放送開始。